# Campeonato de Clubes de la CFU 2015
El Campeonato de Clubes de la CFU 2015 fue la 17.ª edición de este torneo de fútbol a nivel de clubes del Caribe organizado por la CFU y que contó con la participación de 15 clubes de 9 países miembros del Caribe.
Los mejores tres equipos del torneo clasifican a la Concacaf Liga Campeones 2015-16.
El torneo está habilitado para que los campeones y subcampeones de cada liga del Caribe de la temporada 2013/14 o 2014 participen. Concacaf le dio la posibilidad de participar a cualquier equipo sin importar en que tipo de liga participe, ya sea profesional a amateur. Esta será la primera edición en la que participa un equipo de las Bahamas.
El debutante Central FC de Trinidad y Tobago se hace con el título derrotando en la final a su paisano W Connection, entretanto, Montego Bay United de Jamaica es tercero.

## Formato
El torneo consta de 2 etapas una preliminar (fase de grupos) y una ronda final; en la ronda preliminar se armaran 4 grupos, 2 de 4 equipos y otros 2 de 3 equipos,a la ronda final avanzaran los ganadores de cada grupo; allí se enfrentarán en una serie de eliminación directa primero en semifinales y luego en la final; los equipos que hayan perdido las semifinales jugaran por el tercer puesto. Los 2 equipos que alcancen la final más aquel que ocupe el tercer puesto se clasificarán a la Concacaf Liga Campeones 2015-16
No hubo campeón defensor debido a que en la edición anterior no se disputó una final.

## Participantes
| País                                 | Equipo               | Vía de clasificación                                           |
| ------------------------------------ | -------------------- | -------------------------------------------------------------- |
| Antigua y Barbuda                    | SAP                  | Campeón de la Liga Premier de Antigua y Barbuda 2013/14        |
| Bahamas                              | Lyford Cay Dragons   | Campeón de la BFA Senior League 2013/14                        |
| Guadalupe                            | CS Moulien           | Campeón de la División de Honor de Guadalupe 2013/14           |
| Guadalupe                            | USR Sainte-Rose      | Subcampeón de la División de Honor de Guadalupe 2013/14        |
| Guyana                               | Alpha United         | Campeón de la GFF Superliga 2013/14                            |
| Guyana                               | Guyana Defence Force | Subcampeón de la GFF Superliga 2013/14                         |
| Haití                                | America des Cayes    | Campeón del Torneo Apertura de la Liga de fútbol de Haití 2014 |
| Haití                                | Don Bosco            | Campeón del Torneo Clausura Liga de fútbol de Haití 2014       |
| Jamaica                              | Montego Bay United   | Campeón de la Liga Premier Nacional de Jamaica 2013-14         |
| Jamaica                              | Waterhouse           | Subcampeón de la Liga Premier Nacional de Jamaica 2013-14      |
| Surinam                              | Inter Moengotapoe    | Campeón de la Hoofdklasse 2013-14                              |
| Surinam                              | Excelsior            | Subcampeón de la Hoofdklasse 2013-14                           |
| Trinidad y Tobago                    | W Connection         | Campeón de la TT Pro League 2013-14                            |
| Trinidad y Tobago                    | Central FC           | Subcampeón de la TT Pro League 2013-14                         |
| Islas Vírgenes de los Estados Unidos | Helenites            | Campeón de la Liga USVIFA 2013-14                              |

NotaLas Siguientes asociaciones no enviaron un representante al torneo
| - Anguila - Aruba - Barbados - Bermudas - Bonaire - Islas Vírgenes Británicas - Islas Caimán - Cuba - Curazao - Dominica - República Dominicana | - Granada - Martinica - Montserrat - Puerto Rico - San Cristóbal y Nieves - Santa Lucía - San Martín - San Vicente y las Granadinas - San Martín - Islas Turcas y Caicos |

NotaWaterhouse abandono el torneo luego de realizado el sorteo.

## Fase de grupos
En la ronda preliminar los 14 equipos fueron divididos en 4 grupos, cada grupo se jugará todos contra todos a una vuelta en una sede designada. Los ganadores de cada grupo avanzan a las semifinales.

### Grupo 1
El Grupo 1 Tuvo sede en Guyana.
| Equipo            | PJ | PG | PE | PP | GF | GC | DG | PT |
| ----------------- | -- | -- | -- | -- | -- | -- | -- | -- |
| Central FC        | 2  | 2  | 0  | 0  | 5  | 1  | 4  | 6  |
| Alpha United      | 2  | 1  | 0  | 1  | 4  | 3  | 1  | 3  |
| Inter Moengotapoe | 2  | 0  | 0  | 2  | 0  | 5  | -5 | 0  |

| 15 de abril de 2015 | Alpha United                           | 3-0     | Inter Moengotapoe | Estadio de Providence, Providence |                           |
|                     | Wilson 36' · Richardson 56' · Bain 90' | Reporte |                   | Árbitro(s): Bryan Willett         | Árbitro(s): Bryan Willett |

| 17 de abril de 2015 | Inter Moengotapoe | 0-2     | Central FC     | Estadio de Providence, Providence |                           |
|                     |                   | Reporte | Plaza 54', 58' | Árbitro(s): Kerry Skepple         | Árbitro(s): Kerry Skepple |

| 19 de abril de 2015 | Alpha United | 1-3     | Central FC                           | Estadio de Providence, Providence |                           |
|                     | Mannings 45' | Reporte | Guerra 16', 85' (pen) · De Silva 17' | Árbitro(s): Bryan Willett         | Árbitro(s): Bryan Willett |

### Grupo 2
El Grupo 2 Tuvo sede en Trinidad y Tobago
| Equipo               | PJ                 | PG                 | PE                 | PP                 | GF                 | GC                 | DG                 | PT                 |
| -------------------- | ------------------ | ------------------ | ------------------ | ------------------ | ------------------ | ------------------ | ------------------ | ------------------ |
| W Connection         | 2                  | 2                  | 0                  | 0                  | 14                 | 3                  | 11                 | 6                  |
| SAP                  | 2                  | 0                  | 1                  | 1                  | 4                  | 9                  | -5                 | 1                  |
| Guyana Defence Force | 2                  | 0                  | 1                  | 1                  | 3                  | 9                  | -6                 | 1                  |
| Waterhouse           | Abandono el Torneo | Abandono el Torneo | Abandono el Torneo | Abandono el Torneo | Abandono el Torneo | Abandono el Torneo | Abandono el Torneo | Abandono el Torneo |

| 15 de abril de 2015 | SAP | CANCELADO | Waterhouse | Estadio Ato Boldon, Couva |  |
|                     |     | Reporte   |            |                           |  |

| 15 de abril de 2015 | W Connection                                                        | 7-1     | Guyana Defence Force | Estadio Ato Boldon, Couva |                           |
|                     | Garcia 18' · Winchester 20', 26' · Arcia 32', 46', 85' · Britto 40' | Reporte |                      | Árbitro(s): Trevor Taylor | Árbitro(s): Trevor Taylor |

| 17 de abril de 2015 | Waterhouse | CANCELADO | W Connection | Estadio Ato Boldon, Couva |  |
|                     |            | Reporte   |              |                           |  |

| 17 de abril de 2015 | Guyana Defence Force | 2-2     | SAP                      | Estadio Ato Boldon, Couva  |                            |
|                     | Fraser 8', 63'       | Reporte | Harriette 10' · Mack 68' | Árbitro(s): Juniel Adelina | Árbitro(s): Juniel Adelina |

| 19 de abril de 2015 | Guyana Defence Force | CANCELADO | Waterhouse | Estadio Ato Boldon, Couva |  |
|                     |                      | Reporte   |            |                           |  |

| 19 de abril de 2015 | W Connection                                                        | 7-2     | SAP                         | Estadio Ato Boldon, Couva |                          |
|                     | Williams 4' · Britto 8', 82' · Arcia 18', 44', 45' · Winchester 25' | Reporte | Harriette 59' · Roberts 78' | Árbitro(s): Rhomie Blanc  | Árbitro(s): Rhomie Blanc |

### Grupo 3
El Grupo 3 Tuvo sede en Haití.
| Equipo             | Pts | PJ | PG | PE | PP | GF | GC | DG |
| ------------------ | --- | -- | -- | -- | -- | -- | -- | -- |
| Montego Bay United | 3   | 3  | 0  | 0  | 8  | 1  | 7  | 9  |
| America des Cayes  | 3   | 2  | 0  | 1  | 7  | 7  | 0  | 6  |
| CS Moulien         | 3   | 1  | 0  | 2  | 4  | 5  | -1 | 3  |
| Excelsior          | 3   | 0  | 0  | 3  | 4  | 10 | -6 | 0  |

| 15 de abril de 2015 | Montego Bay United  | 1-0     | CS Moulien | Complexe Sportif des Cayes, Les Cayes |                         |
|                     | McCarthy 65' (pen.) | Reporte |            | Árbitro(s): Marcos Brea               | Árbitro(s): Marcos Brea |

| 15 de abril de 2015 | America des Cayes                               | 4-2     | Excelsior                 | Complexe Sportif des Cayes, Les Cayes |                                 |
|                     | Pierre 17', 48' · Saint Jean 70' · Valerius 85' | Reporte | Christoph 62' · Paiva 87' | Árbitro(s): Yadel Martínez Pupo       | Árbitro(s): Yadel Martínez Pupo |

| 17 de abril de 2015 | CS Moulien                 | 3-2     | Excelsior | Complexe Sportif des Cayes, Les Cayes |                                    |
|                     | Bolmin 6', 20' · Gómez 16' | Reporte |           | Árbitro(s): Michel Rodríguez Roque    | Árbitro(s): Michel Rodríguez Roque |

| 17 de abril de 2015 | America des Cayes | 1-4     | Montego Bay United                                      | Complexe Sportif des Cayes, Les Cayes |                          |
|                     | Germain 75'       | Reporte | McCarthy 40' · Williams 51' · Rodney 74' · Gordon 90+4' | Árbitro(s): Jafeth Perea              | Árbitro(s): Jafeth Perea |

| 19 de abril de 2015 | Excelsior | 0-3     | Montego Bay United                       | Complexe Sportif des Cayes, Les Cayes |                                 |
|                     |           | Reporte | Woozencroft 35' · Kirlew 70' · Ottey 89' | Árbitro(s): Yadel Martínez Pupo       | Árbitro(s): Yadel Martínez Pupo |

| 19 de abril de 2015 | America des Cayes         | 2-1     | CS Moulien | Complexe Sportif des Cayes, Les Cayes |                          |
|                     | Charles 52' · Germain 74' | Reporte | Gómez 38'  | Árbitro(s): Jafeth Perea              | Árbitro(s): Jafeth Perea |

### Grupo 4
El Grupo 4 Tuvo sede en Haití.
| Equipo             | Pts | PJ | PG | PE | PP | GF | GC | DG |
| ------------------ | --- | -- | -- | -- | -- | -- | -- | -- |
| Don Bosco          | 3   | 3  | 0  | 0  | 16 | 1  | 15 | 9  |
| Lyford Cay Dragons | 3   | 1  | 1  | 1  | 3  | 12 | -9 | 4  |
| USR Sainte-Rose    | 3   | 0  | 2  | 1  | 4  | 5  | -1 | 2  |
| Helenites          | 3   | 0  | 1  | 2  | 3  | 8  | -5 | 1  |

| 15 de abril de 2015 | Helenites      | 2-2     | USR Sainte-Rose        | Stade Sylvio Cator, Puerto Príncipe |                         |
|                     | Smith 29', 40' | Reporte | Lundy 54' · Lubino 68' | Árbitro(s): Karl Tyrell             | Árbitro(s): Karl Tyrell |

| 15 de abril de 2015 | Don Bosco                                                                                                | 10-0    | Lyford Cay Dragons | Stade Sylvio Cator, Puerto Príncipe |                          |
|                     | Desroches 10' · Georges 12', 65' · Estama 14' (pen.), 20', 29', 47', 55' · Constant 69' · Saint Jean 87' | Reporte |                    | Árbitro(s): Dwight Royal            | Árbitro(s): Dwight Royal |

| 17 de abril de 2015 | USR Sainte-Rose                | 2-2     | Lyford Cay Dragons  | Stade Sylvio Cator, Puerto Príncipe |                                 |
|                     | Jacobs 69' · Nellis 72' (pen.) | Reporte | Dan 4' · Desert 33' | Árbitro(s): José Antonio Kellys     | Árbitro(s): José Antonio Kellys |

| 17 de abril de 2015 | Don Bosco                                       | 5-1     | Helenites     | Stade Sylvio Cator, Puerto Príncipe |                               |
|                     | Constant 28', 71', 85' · Estama 38' · Delva 79' | Reporte | St. Croix 26' | Árbitro(s): Veralton Nembhard       | Árbitro(s): Veralton Nembhard |

| 19 de abril de 2015 | Lyford Cay Dragons | 1-0     | Helenites | Stade Sylvio Cator, Puerto Príncipe |                         |
|                     | Traill 15'         | Reporte |           | Árbitro(s): Karl Tyrell             | Árbitro(s): Karl Tyrell |

| 19 de abril de 2015 | Don Bosco        | 1-0     | USR Sainte-Rose | Stade Sylvio Cator, Puerto Príncipe |                          |
|                     | Saint Hubert 19' | Reporte |                 | Árbitro(s): Dwight Royal            | Árbitro(s): Dwight Royal |

## Ronda Final
Para la Ronda Eliminatoria los clubes se emparejaran en llaves de eliminación directa; la fase final se jugara en una sede designada
|  | Semifinales        | Semifinales        |              |         | Final              | Final              |  |
|  | 22 de mayo de 2015 | 22 de mayo de 2015 |              |         | 24 de mayo de 2015 | 24 de mayo de 2015 |  |
|  |                    |                    |              |         |                    |                    |  |
|  |                    |                    |              |         |                    |                    |  |
|  | Central (pen.)     | 0 (3)              |              |         |                    |                    |  |
|  | Central (pen.)     | 0 (3)              |              |         |                    |                    |  |
|  | Don Bosco          | 0 (1)              |              |         |                    |                    |  |
|  | Don Bosco          | 0 (1)              |              | Central | 2                  |                    |  |
|  |                    |                    |              | Central | 2                  |                    |  |
|  |                    |                    | W Connection | 1       |                    |                    |  |
|  | Montego Bay United | 0                  | W Connection | 1       |                    |                    |  |
|  | Montego Bay United | 0                  |              |         |                    |                    |  |
|  | W Connection       | 1                  |              |         | Tercer lugar       | Tercer lugar       |  |
|  | W Connection       | 1                  |              |         | Tercer lugar       | Tercer lugar       |  |
|  |                    |                    |              |         |                    |                    |  |
|  |                    |                    |              |         | Don Bosco          | 0                  |  |
|  |                    |                    |              |         | Don Bosco          | 0                  |  |
|  |                    |                    |              |         | Montego Bay United | 1                  |  |
|  |                    |                    |              |         | Montego Bay United | 1                  |  |
|  |                    |                    |              |         |                    |                    |  |

### Semifinales
| 22 de mayo de 2015 | Central                          | 0:0 (3-1 pen.)                                                                                               | Don Bosco                                | Estadio Ato Boldon, Couva, Trinidad y Tobago |                         |
|                    | John · Paul · Benjamin · Bentick | [ (enlace roto disponible en Internet Archive; véase el historial, la primera versión y la última). Reporte] | Estama · Delva · Constant · Saint-Hubert | Árbitro(s): Karl Tyrell                      | Árbitro(s): Karl Tyrell |

| 22 de mayo de 2015 | Montego Bay United | 0:1 (0:0) | W Connection | Estadio Ato Boldon, Couva, Trinidad y Tobago |                           |
|                    |                    | [ (enlace roto disponible en Internet Archive; véase el historial, la primera versión y la última). Reporte] | Arcia 70'    | Árbitro(s): Adrian Skeete                    | Árbitro(s): Adrian Skeete |

### Tercer Puesto
| 24 de mayo de 2015 | Don Bosco | 0:1 (0:0) | Montego Bay United | Estadio Ato Boldon, Couva, Trinidad y Tobago |                          |
|                    |           | [ (enlace roto disponible en Internet Archive; véase el historial, la primera versión y la última). Reporte] | Gordon 70'         | Árbitro(s): Kimbell Ward                     | Árbitro(s): Kimbell Ward |

### Final
| 24 de mayo de 2015 | Central                 | 2:1 (1:0) | W Connection   | Estadio Ato Boldon, Couva, Trinidad y Tobago |                           |
|                    | Rochford 27' · Jack 69' | [ (enlace roto disponible en Internet Archive; véase el historial, la primera versión y la última). Reporte] | Benjamin 90+1' | Árbitro(s): Sherwin Moore                    | Árbitro(s): Sherwin Moore |

## Campeón
| Campeonato de Clubes de la CFU 2015 |
| ----------------------------------- |
| Bandera de Trinidad y Tobago        |
| Central FC 1º Título                |

## Máximos Goleadores
| Jugador              | Equipo       | Goles |
| -------------------- | ------------ | ----- |
| Hashim Arcia         | W Connection | 6     |
| Jhon benchy Estama   | Don Bosco    | 6     |
| Monuma constante Jr. | Don Bosco    | 4     |
| Jerrel Britto        | W Connection | 3     |
| Wensley Christoph    | Excelsior    | 3     |